# Heliotropium pseudoindicum
Heliotropium pseudoindicum är en strävbladig växtart som beskrevs av H. Chuang. Heliotropium pseudoindicum ingår i Heliotropsläktet som ingår i familjen strävbladiga växter. Inga underarter finns listade i Catalogue of Life.